# Willie Calhoun
Pour les articles homonymes, voir Calhoun.
Willie Shawn Lamont Calhoun (né le 4 novembre 1994 à Vallejo, Californie, États-Unis) est un joueur des Yankees de New York de la Ligue majeure de baseball.

## Carrière
Willie Calhoun est choisi à deux reprises au repêchage amateur : par les Rays de Tampa Bay au 17e tour de sélection en 2013 et par les Dodgers de Los Angeles, avec qui il signe son premier contrat professionnel, en 4e ronde du repêchage de 2015. Après avoir repoussé l'offre initiale des Rays, Calhoun joue une année pour les Wildcats de l'université de l'Arizona. Il évolue au champ intérieur pour l'équipe de baseball de l'université, mais de mauvaises performances académiques entraînent son renvoi de l'institution après un an ; il étudie et pratique le baseball au Yavapai College, un collège communautaire en Arizona, lorsqu'il est mis sous contrat par les Dodgers
Dans l'organisation des Dodgers, où il fait ses débuts professionnels en 2015, Calhoun est considéré comme un prospect très prometteur qui participe notamment au match des étoiles du futur en 2016. Ses performances à l'attaque dans les mineures ne laissent aucun doute sur ses aptitudes, mais son jeu défensif est une grande lacune. Les Dodgers le font graduer au niveau AAA, l'échelon le plus élevé des ligues mineures, et lui confient le poste de joueur de deuxième but de leur club affilié d'Oklahoma City pour amorcer la saison 2017 et espèrent constater chez lui des progrès significatifs en défensive à cette position.
Le 31 juillet 2017, Willie Calhoun est l'un des trois prometteurs joueurs des ligues mineures - avec le lanceur droitier A. J. Alexy et Brendon Davis, un arrêt-court - à être échangé des Dodgers de Los Angeles aux Rangers du Texas en échange du lanceur droitier étoile Yu Darvish.
Calhoun frappe pour ,300 de moyenne au bâton avec 31 circuits au niveau AAA des ligues mineures en 2017, partageant sa saison entre Oklahoma City et le club-école des Rangers du Texas à Round Rock. Défensivement, il amorce 77 matchs au deuxième but et 35 au champ gauche, mais ses lacunes défensives laissent présager un avenir comme frappeur désigné chez les Rangers.
Willie Calhoun fait ses débuts dans le baseball majeur le 12 septembre 2017 comme joueur de champ gauche des Rangers du Texas face aux Mariners de Seattle et, à son premier passage au bâton, réussit contre le lanceur Marco Gonzales son premier coup sûr au plus haut niveau.